# El Herrumblar
El Herrumblar ist ein Ort und eine Gemeinde (Municipio) mit 785 Einwohnern (Stand: 2024) in der Provinz Cuenca in der Autonomen Region Kastilien-La Mancha.

## Geographie
El Herrumblar liegt etwa 100 Kilometer südsüdöstlich von Cuenca in einer Höhe von ca. 775 m.

## Bevölkerungsentwicklung
| 1900 | 1950 | 1970 | 1981 | 1991 | 2001 | 2011 | 2021 |
| ---- | ---- | ---- | ---- | ---- | ---- | ---- | ---- |
| 503  | 1203 | 998  | 817  | 798  | 769  | 768  | 690  |

## Sehenswürdigkeiten

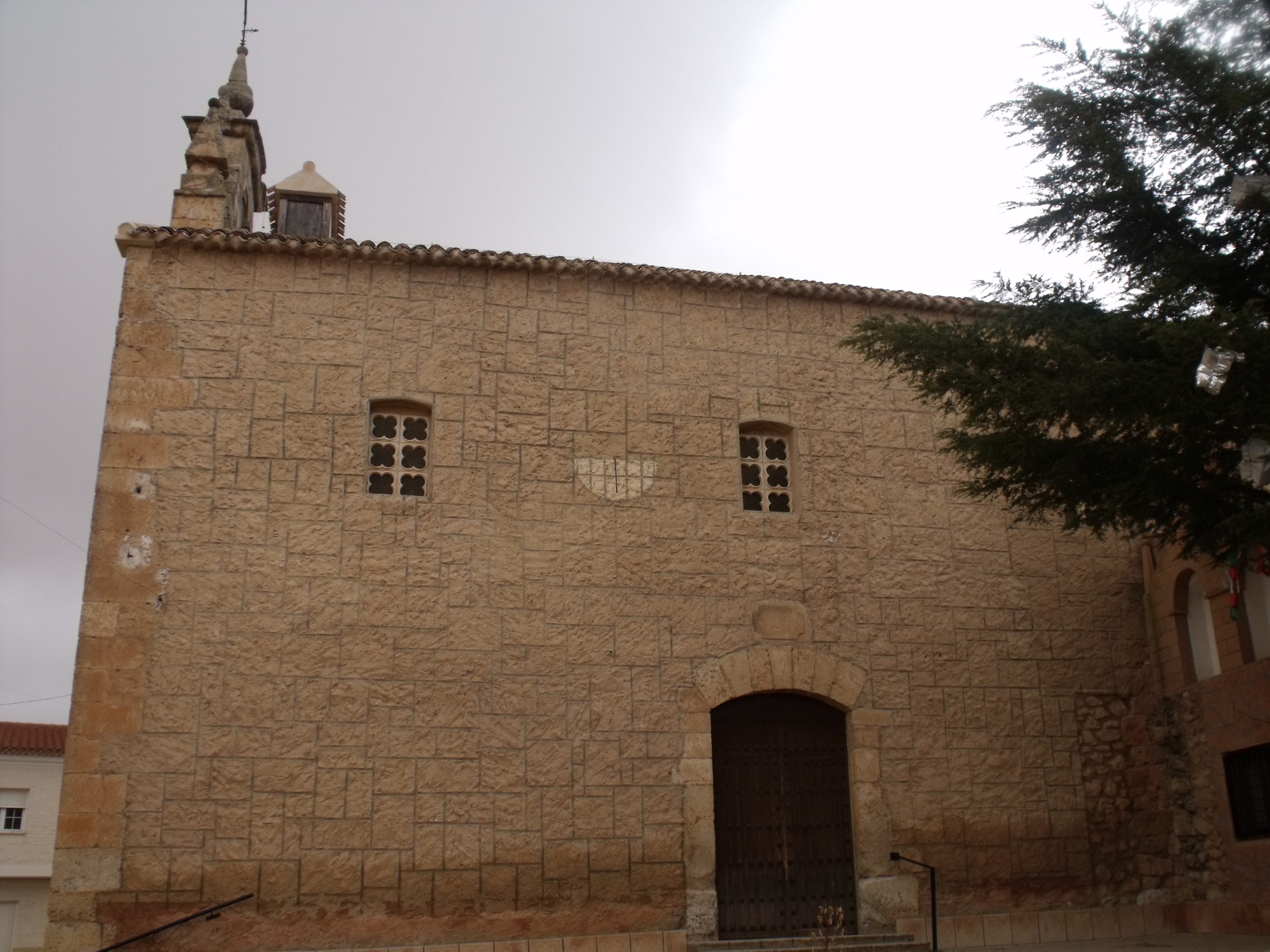
Marienkirche
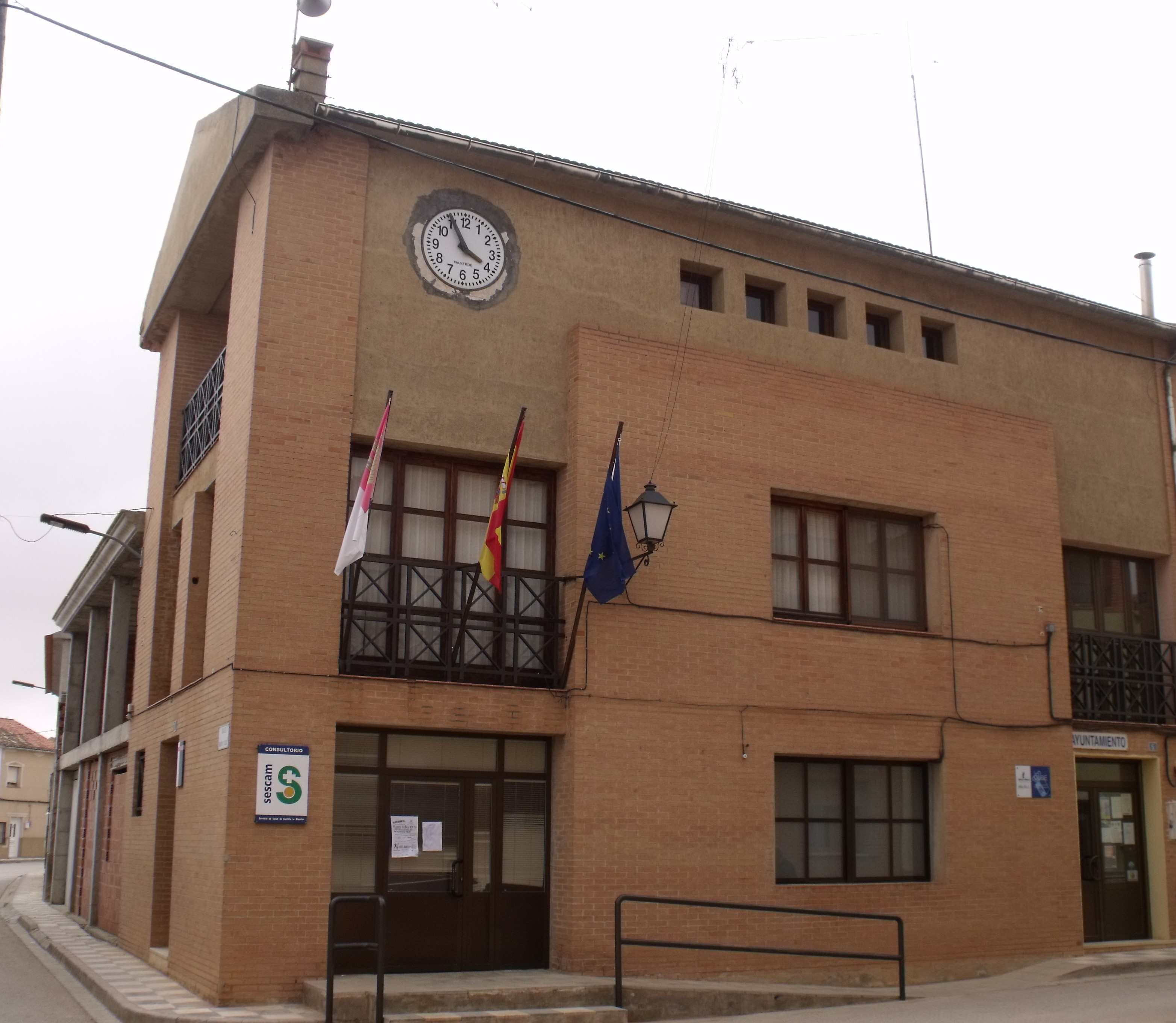
Rathaus

- Marienkirche
- Rathaus